# Latifa Jbabdi
Latifa Jbabdi (* 25. Januar 1955 in Tiznit) ist eine marokkanische Frauenrechtlerin, Soziologin und Journalistin.
Als Gründungsmitglied und Präsidentin der marokkanischen Union de l’Action féminine setzt sie sich für die Rechte der Frauen in der marokkanischen Gesellschaft ein. Für ihr Engagement erhielt sie 2005 den Political Participation Prize der US-amerikanischen NGO Vital Voices.